# Camptotypus lachesis
Camptotypus lachesis là một loài tò vò trong họ Ichneumonidae.